# Variaciones
Variaciones es una serie de televisión dramática argentina emitida por la TV Pública. La serie gira en torno a dos hombres que deben lidiar con diferentes situaciones problemáticas sociales de distintas personas a las que tienen que ayudar a tomar una decisión. Estuvo protagonizada por Arturo Puig y Juan Leyrado. Fue estrenada el martes 30 de septiembre de 2008 y finalizó el 20 de enero de 2009.

## Sinopsis
Pérez (Juan Leyrado) y García (Arturo Puig) son dos oficinistas que tienen como trabajo recibir a distintas personas que afrontan una situación conflictiva y mostrarles, en un plano fantasmal, las opciones de lo que podría pasar según las decisiones que adopten.

## Elenco

### Principal
- Arturo Puig como García.
- Juan Leyrado como Pérez.

### Invitados
- Carolina Peleritti como Clara (Episodio 1)
- Manuel Callau como Roberto (Episodio 2)
- Gabriela Toscano como Lorena Anselmi (Episodio 3)
- Esteban Pérez como Fabián (Episodio 4)
- Luis Ziembrowski como Julio (Episodio 5)
- Carla Crespo como Leticia (Episodio 5)
- Diana Lamas como Esposa de Julio (Episodio 5)
- Andrea Frigerio como Andrea Frías (Episodio 6)
- Romina Ricci como Mariana (Episodio 6)
- Vando Villamil como Gustavo (Episodio 7)
- Alejandra Flechner como Betty (Episodio 8)
- María Fernanda Callejón (Episodio 8)
- Santiago Caamaño como Iván (Episodio 8)
- Florencia Raggi como Cecilia (Episodio 9)
- Carlos Linale como Frezza (Episodio 9)
- Pablo Cedrón como Arce (Episodio 10)
- Pompeyo Audivert como Pedro (Episodio 11)
- Selva Alemán como Elena (Episodio 12)
- Carmen Vallejo como Francisca (Episodio 12)
- Lorenzo Quinteros como Norman (Episodio 13)

## Episodios
| N.º | Título                       | Dirigido por                        | Escrito por                                       | Fecha de emisión original | Audiencia (millones) |
| --- | ---------------------------- | ----------------------------------- | ------------------------------------------------- | ------------------------- | -------------------- |
| 1   | «Ser o no ser infiel»        | Alberto Lecchi y Juan Pablo Laplace | Daniel Romañach, Carlos Perrotti y Alejandro Alem | 30 de septiembre de 2008  | —                    |
| 2   | «Haga justicia»              | Alberto Lecchi                      | Daniel Romañach, Carlos Perrotti y Alejandro Alem | 7 de octubre de 2008      | —                    |
| 3   | «Hacerse o no hacerse cargo» | Alberto Lecchi                      | Daniel Romañach, Carlos Perrotti y Alejandro Alem | 14 de octubre de 2008     | —                    |
| 4   | «Un acuerdo es un acuerdo»   | Alberto Lecchi                      | Daniel Romañach, Carlos Perrotti y Alejandro Alem | 21 de octubre de 2008     | —                    |
| 5   | «Travesía»                   | Alberto Lecchi                      | Daniel Romañach, Carlos Perrotti y Alejandro Alem | 28 de octubre de 2008     | —                    |
| 6   | «Estrella»                   | Alberto Lecchi y Juan Pablo Laplace | Daniel Romañach, Carlos Perrotti y Alejandro Alem | 11 de noviembre de 2008   | —                    |
| 7   | «Noche de guardia»           | Alberto Lecchi y Juan Pablo Laplace | Daniel Romañach, Carlos Perrotti y Alejandro Alem | 18 de noviembre de 2008   | —                    |
| 8   | «La vida es una sola»        | Alberto Lecchi                      | Daniel Romañach, Carlos Perrotti y Alejandro Alem | 2 de diciembre de 2008    | —                    |
| 9   | «Rehenes»                    | Alberto Lecchi                      | Daniel Romañach, Carlos Perrotti y Alejandro Alem | 9 de diciembre de 2008    | —                    |
| 10  | «Último round»               | Alberto Lecchi                      | Daniel Romañach, Carlos Perrotti y Alejandro Alem | 16 de diciembre de 2008   | —                    |
| 11  | «Convicción»                 | Alberto Lecchi                      | Daniel Romañach, Carlos Perrotti y Alejandro Alem | 30 de diciembre de 2008   | —                    |
| 12  | «Madre»                      | Alberto Lecchi                      | Daniel Romañach, Carlos Perrotti y Alejandro Alem | 6 de enero de 2009        | —                    |
| 13  | «Ta te tí»                   | Alberto Lecchi                      | Daniel Romañach, Carlos Perrotti y Alejandro Alem | 20 de enero de 2009       | 0.7                  |

## Recepción

### Comentarios de la crítica
La serie recibió críticas favorables por parte de los expertos. En una reseña el periódico Clarín escribió que el episodio debut «mostró buenas actuaciones, algunas intenciones formales y una morosidad narrativa importante», sin embargo, criticó la falta de ritmo, pero que la serie se «asoma como un típico "programa de actores" al que habrá que sumarle interés». Por su parte, el diario La Prensa valoró que la serie «sin efectos especiales y sin una súper producción [...] mostró guiones sólidos y actuaciones muy logradas, en casos de nivel teatral, que reafirmaron una vez más que una buena historia es la base ideal para lograr un producto de calidad en cualquier género».

### Premios y nominaciones
| Lista de premios y nominaciones | Lista de premios y nominaciones | Lista de premios y nominaciones         | Lista de premios y nominaciones | Lista de premios y nominaciones | Lista de premios y nominaciones | Lista de premios y nominaciones |
| Año                             | Organización                    | Categoría                               | Nominado/a (s)                  | Resultado                       | Ref(s)                          |                                 |
| ------------------------------- | ------------------------------- | --------------------------------------- | ------------------------------- | ------------------------------- | ------------------------------- | ------------------------------- |
| 2008                            | Premios Martín Fierro           | Mejor Actor de Unitario y/o Miniserie   | Arturo Puig                     | Nominado                        | [ 7 ]                           |                                 |
| 2008                            | Premios Martín Fierro           | Mejor Participación Especial en Ficción | Pompeyo Audivert                | Nominado                        | [ 7 ]                           |                                 |